# کوه اکلیم
کوه اکلیم (به فرانسوی: Jbel Aklim) یک کوه در مراکش است که در Souss-Massa, Morocco واقع شده‌است. کوه اکلیم ۲٬۵۳۱ متر بالاتر از سطح دریا واقع شده‌است.